# Attrattore di Lorenz

Immagine di un attrattore di Lorenz (nello spazio delle fasi) generato al computer

L'attrattore di Lorenz fu il primo esempio di un sistema di equazioni differenziali a bassa dimensionalità in grado di generare un comportamento caotico. Venne scoperto da Edward N. Lorenz, del Massachusetts Institute of Technology, nel 1963.

## Descrizione
Semplificando le equazioni del moto alle derivate parziali che descrivono il movimento termico di convezione di un fluido, Lorenz ottenne un sistema di tre equazioni differenziali del primo ordine:
{\displaystyle {\begin{cases}{\dot {x}}&=\sigma (y-x)\\{\dot {y}}&=\rho x-xz-y\\{\dot {z}}&=xy-\beta z\end{cases}}}
dove:
{\displaystyle \sigma } è il numero di Prandtl e {\displaystyle \rho } è il numero di Rayleigh. {\displaystyle \sigma }, {\displaystyle \rho } e {\displaystyle \beta } sono maggiori di 0, ma nella maggior parte dei casi  {\displaystyle \sigma =10} e {\displaystyle \beta ={\frac {8}{3}}}, mentre {\displaystyle \rho } è variabile.
Sebbene le equazioni, a causa del forte troncamento, descrivano bene il fenomeno di convezione solo per {\displaystyle \rho \approx 1}, esse vengono utilizzate come modello a bassa dimensione per un comportamento caotico, portando il parametro {\displaystyle \rho } dell'equazione completamente fuori dall'appropriato regime fisico. Volendo però ottenere un modello più fedele per {\displaystyle \rho \neq 1}, bisognerà utilizzare le equazioni nella loro forma non approssimata:
{\displaystyle {\frac {\partial (\nabla ^{2}\psi )}{\partial t}}={\frac {\partial \psi }{\partial z}}{\frac {\partial (\nabla ^{2}\psi )}{\partial x}}-{\frac {\partial \psi }{\partial x}}{\frac {\partial (\nabla ^{2}\psi )}{\partial t}}+\nu \nabla ^{2}(\nabla ^{2}\psi )+g\alpha {\frac {\partial \theta }{\partial x}}}
{\displaystyle {\begin{aligned}{\frac {\partial \theta }{\partial t}}&=-{\frac {\partial \theta }{\partial x}}{\frac {\partial \psi }{\partial z}}+{\frac {\partial \theta }{\partial z}}{\frac {\partial \psi }{\partial x}}+k\nabla ^{2}\theta +{\frac {\Delta T}{H}}{\frac {\partial \psi }{\partial x}}\\&={\frac {\partial \psi }{\partial x}}\left({\frac {\partial \theta }{\partial z}}+{\frac {\Delta T}{H}}\right)-{\frac {\partial \theta }{\partial x}}{\frac {\partial \psi }{\partial z}}+k\nabla ^{2}\theta \\\end{aligned}}}
dove {\displaystyle g} è l'accelerazione di gravità, {\displaystyle \alpha } il coefficiente di dilatazione termica, {\displaystyle \nu } la viscosità cinematica, {\displaystyle \kappa } la conducibilità termica, {\displaystyle \theta } la temperatura, e {\displaystyle \Psi } la funzione di corrente. Le componenti della velocità {\displaystyle \mathbf {u} =(u,v)} sono quindi definiti come  {\displaystyle u={\partial \Psi  \over \partial z},w=-{\partial \Psi  \over \partial x}}  .
Oggetti geometrici di questo tipo, rappresentativi del moto di un sistema caotico nello spazio delle fasi, vengono detti attrattori strani.
L'attrattore del sistema di Lorenz ha dimensione frattale e ha dimensione di Lyapunov uguale a 2,06.